# كريستيان أراثينا
كريستيان أراثينا (بالإسبانية: Cristian Aracena)‏ هو لاعب كرة قدم أرجنتيني في مركز حراسة المرمى، ولد في 8 فبراير 1987 في مندوزا في الأرجنتين. لعب مع Deportivo Guaymallén ‏.

## وصلات خارجية
- كريستيان أراثينا على موقع قاعدة بيانات كرة القدم.إي يو (الإنجليزية)
- كريستيان أراثينا على موقع Soccerway.com (الإنجليزية)